# Alberto Coyote
Héctor Alberto Coyote Tapia (né le 26 mars 1967 à Celaya au Mexique) est un joueur de football international mexicain, qui évoluait au poste de milieu de terrain, avant de devenir entraîneur.

## Biographie

### Carrière de joueur

#### Carrière en sélection
Avec l'équipe du Mexique, il joue 54 matchs (pour aucun but inscrit) entre 1992 et 2001. 
Il figure dans le groupe des sélectionnés lors des Coupe des confédérations de 1995 et de 2001. En 1995, il joue un match face au Danemark. En 2001, il dispute une rencontre face à l'équipe d'Australie.
Il participe également à la Gold Cup de 1993, ainsi qu'à la Copa América de 1995. Son équipe remporte la Gold Cup et atteint les quarts de finale de la Copa América.
Il joue enfin 14 matchs comptant pour les éliminatoires de la coupe du monde, lors des éditions 1998 et 2002.

## Palmarès
| \| León - Championnat du Mexique (1) : - Champion : 1991-92. \| \| Chivas - Championnat du Mexique (1) : - Champion : 1997 (Clausura). \| |  | Mexique - Gold Cup (1) : - Vainqueur : 1993.                        |
| León - Championnat du Mexique (1) : - Champion : 1991-92.                                                                                 |  | Chivas - Championnat du Mexique (1) : - Champion : 1997 (Clausura). |